# African Cup Winners’ Cup 2002
Der African Cup Winners’ Cup 2002 war die 28. Spielzeit des zweitwichtigsten afrikanischen Wettbewerbs für Vereinsmannschaften im Fußball unter dieser Bezeichnung. Die Saison begann mit der Vorrunde am 2. Februar 2002 und endete mit den Finalspielen im November und Dezember 2002. Titelverteidiger war der südafrikanische Verein Kaizer Chiefs.
Sieger wurde Wydad Casablanca aus Marokko, die sich im Finale nach einem Gesamtergebnis von 2:2 aufgrund der Auswärtstorregel gegen Asante Kotoko SC durchsetzen konnten.

## Vorrunde
Die Hinspiele wurden vom 2. bis zum 3. Februar, die Rückspiele am 17. Februar 2002 ausgetragen.
|                          | Gesamt  |                     | Hinspiel | Rückspiel |
| ------------------------ | ------- | ------------------- | -------- | --------- |
| Akokana FC               | 1:3     | Gazelle FC          | 0:0      | 1:3       |
| Atlético Malabo          | 1 w/o 1 | Sara Sport FC       | —        | —         |
| Les Citadins FC          | 6:3     | SCAF Tocages Bangui | 4:0      | 2:3       |
| Polisi Sports Club       | 2:1     | Guna Trading FC     | 0:0      | 2:1       |
| US Beau Bassin-Rose Hill | 4:3     | Extension Gunners   | 3:2      | 1:1       |

Anmerkungen

## Erste Runde
Die Hinspiele wurden vom 9. bis zum 30. März, die Rückspiele vom 22. März bis zum 14. April 2002 ausgetragen.
|                          | Gesamt          |                              | Hinspiel | Rückspiel |
| ------------------------ | --------------- | ---------------------------- | -------- | --------- |
| Gazelle FC               | 1:6             | USM Algier                   | 0:0      | 1:6       |
| AS Kaloum Star           | 3:7             | AS Mangasport                | 2:2      | 1:5       |
| Express FC               | 3:3 (1:4 i. E.) | Ghazl El Mahalla SC          | 2:1      | 1:2       |
| Atlético Malabo          | 2:5             | Al-Ahly Tripolis             | 2:2      | 0:3       |
| SONACOS                  | 0:3             | Wydad Casablanca             | 0:0      | 0:3       |
| Mamahira AC              | 0:6             | Alliance Bouaké              | 0:4      | 0:2       |
| Les Citadins FC          | 1:4             | Fovu Club                    | 1:3      | 0:1       |
| Dolphins FC              | 1:2             | AS Police                    | 1:0      | 0:2       |
| Polisi Sports Club       | 0:9             | Club Sportif de Hammam-Lif   | 0:2      | 0:7       |
| AFC Leopards             | 0:1             | Al-Mourada SC                | 0:1      | 0:0       |
| Kaizer Chiefs            | 1 w/o 1         | US Transfoot                 | 4:0      | —         |
| US Beau Bassin-Rose Hill | 0:1             | SS Jeanne d’Arc              | 0:1      | 0:0       |
| Asante Kotoko SC         | 4:2             | Atlético Petróleos do Namibe | 2:0      | 2:2       |
| CD Maxaquene             | (a)3:3(a)       | Santos Kapstadt              | 3:1      | 0:2       |
| Zanaco FC                | (a)4:4(a)       | AS Vita Club                 | 4:1      | 0:3       |
| Shabanie Mine FC         | 1:3             | Saint Michel United FC       | 1:0      | 0:3       |

Anmerkungen

## Zweite Runde
Die Hinspiele wurden vom 13. bis zum 27. April, die Rückspiele vom 26. April bis zum 12. Mai 2002 ausgetragen.
|                        | Gesamt          |                            | Hinspiel | Rückspiel |
| ---------------------- | --------------- | -------------------------- | -------- | --------- |
| AS Mangasport          | 1:3             | USM Algier                 | 1:2      | 0:1       |
| Al-Ahly Tripolis       | 2:3             | Ghazl El Mahalla SC        | 2:1      | 0:2       |
| Alliance Bouaké        | 1:6             | Wydad Casablanca           | 1:1      | 0:5       |
| AS Police              | 0:0 (4:3 i. E.) | Fovu Club                  | 0:0      | 0:0       |
| Al-Mourada SC          | 3:0             | Club Sportif de Hammam-Lif | 2:0      | 1:0       |
| SS Jeanne d’Arc        | 1 w/o 1         | US Transfoot               | 3:1      | —         |
| Santos Kapstadt        | (a)4:4(a)       | Asante Kotoko SC           | 3:3      | 1:1       |
| Saint Michel United FC | 1:3             | AS Vita Club               | 0:1      | 1:2       |

Anmerkungen

## Viertelfinale
Die Hinspiele wurden am 1. September, die Rückspiele vom 14. bis zum 15. September 2002 ausgetragen.
|                  | Gesamt |                     | Hinspiel | Rückspiel |
| ---------------- | ------ | ------------------- | -------- | --------- |
| Al-Mourada SC    | 0:4    | AS Police           | 0:1      | 0:3       |
| Asante Kotoko SC | 5:4    | Ghazl El Mahalla SC | 3:0      | 2:4       |
| AS Vita Club     | 2:3    | Wydad Casablanca    | 1:0      | 1:3       |
| US Transfoot     | 03:11  | USM Algier          | 1:3      | 2:8       |

## Halbfinale
Die Hinspiele wurden am 6. Oktober, die Rückspiele am 20. Oktober 2002 ausgetragen.
|                  | Gesamt    |            | Hinspiel | Rückspiel |
| ---------------- | --------- | ---------- | -------- | --------- |
| Asante Kotoko SC | 7:2       | AS Police  | 4:0      | 3:2       |
| Wydad Casablanca | (a)2:2(a) | USM Algier | 0:0      | 2:2       |

## Finale

### Hinspiel
| Wydad Casablanca                                   | Wydad Casablanca | Asante Kotoko SC | Asante Kotoko SC |
| -------------------------------------------------- | --- | --- | ---------------- |
| Wydad Casablanca                                   | \| 16. November 2002 in Casablanca (Stade Mohammed V) \| \| Ergebnis: 1:0 (0:0) \| \| Zuschauer: 35.000 \| \| Schiedsrichter: Evehe Divine ( Kamerun) \| | \| 16. November 2002 in Casablanca (Stade Mohammed V) \| \| Ergebnis: 1:0 (0:0) \| \| Zuschauer: 35.000 \| \| Schiedsrichter: Evehe Divine ( Kamerun) \| | Asante Kotoko SC |
| Wydad Casablanca                                   | 1:0 Madihi (50.) | | Asante Kotoko SC |
| 16. November 2002 in Casablanca (Stade Mohammed V) | | |                  |
| Ergebnis: 1:0 (0:0)                                | | |                  |
| Zuschauer: 35.000                                  | | |                  |
| Schiedsrichter: Evehe Divine ( Kamerun)            | | |                  |

### Rückspiel
| Asante Kotoko SC                               | Asante Kotoko SC | Wydad Casablanca | Wydad Casablanca |
| ---------------------------------------------- | --- | --- | ---------------- |
| Asante Kotoko SC                               | \| 8. Dezember 2002 in Kumasi (Baba-Yara-Stadion) \| \| Ergebnis: 2:1 (0:0) \| \| Zuschauer: 80.000 \| \| Schiedsrichter: Gamal al-Ghandour ( Ägypten) \| | \| 8. Dezember 2002 in Kumasi (Baba-Yara-Stadion) \| \| Ergebnis: 2:1 (0:0) \| \| Zuschauer: 80.000 \| \| Schiedsrichter: Gamal al-Ghandour ( Ägypten) \| | Wydad Casablanca |
| Asante Kotoko SC                               | 1:0 Ansah (54.) 2:1 Osei (86.) | 1:1 Talha (73.) | Wydad Casablanca |
| 8. Dezember 2002 in Kumasi (Baba-Yara-Stadion) | | |                  |
| Ergebnis: 2:1 (0:0)                            | | |                  |
| Zuschauer: 80.000                              | | |                  |
| Schiedsrichter: Gamal al-Ghandour ( Ägypten)   | | |                  |